# Feldkircher Lyrikpreis
El Feldkircher Lyrikpreis és un premi literari de poesia en llengua alemanya convocat pel teatre Theater am Saumarkt a Feldkirch, Vorarlberg/Àustria. Els sponsors són el govern austríac, les autoritats de Vorarlberg i banques privades. El 2003, el Premi de Poesia de Feldkirch va ser convocat per la primera vegada.
La convocatòria està oberta a poemes en alemany i es dirigeix a autors internacionals. El jurat està format per germanistes i autors. Cada tardor, els laureats es presenten al públic. Els textos dels guanyadors estan arxivats a la Biblioteca de Vorarlberg.

## Guanyadors

### 2007
1. Klaus Händl
2. Bernhard Saupe
3. Alexandra Lavizzari
4. Thomas Steiner

### 2006
1. Adelheid Dahimène
2. Christine Haidegger
3. Ludwig Laher
4. Hans Eichhorn

### 2005
1. Knut Schaflinger
2. Julia Rhomberg
3. Udo Kawasser
4. Klaus Ebner

### 2004
1. Elsbeth Maag
2. Knut Schaflinger
3. Lisa Mayer
4. Gertrude Pieber-Prem
5. Sabine Eschgfäller
6. Udo Kawasser i Walter Pucher

### 2003
1. Elfriede Kehrer
2. Norbert Mayer
3. Walter Pucher
4. Mechthild Podzeit-Lütjen
5. Ulrike Ulrich